# Belknap (Schiff, 1964)
Die Belknap, auch USS Belknap, (Kennungen: DLG-26 und CG-26) war ein US-amerikanischer Lenkwaffenkreuzer der Belknap-Klasse.

## Geschichte
Die Belknap wurde 1962 bei Bath Iron Works in Bath auf Kiel gelegt, der Stapellauf erfolgte 17 Monate später. Die Taufe führte Mrs. Leonard B. Cresswell durch. Der Kreuzer wurde am 7. November 1964 in der Boston Naval Shipyard in Boston in Dienst gestellt. Der erste Kommandant des Schiffes war Captain John T. Law.

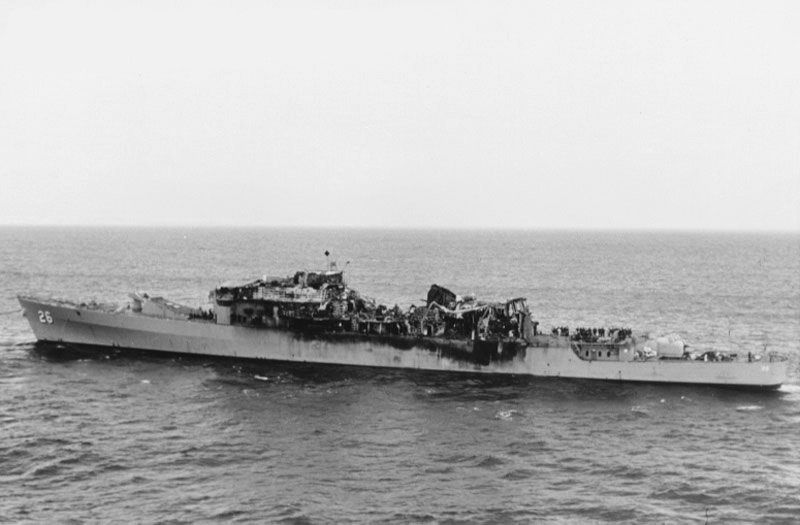
Die Belknap nach dem Brand

Am 22. November 1975 wurde die Belknap  vor Sizilien durch eine Kollision mit dem Flugzeugträger John F. Kennedy schwer beschädigt. Nachts in schwerer See geriet die Belknap unter das überhängende Flugdeck des Trägers. Dadurch brach ein Feuer an Bord der Belknap aus. Da die Aufbauten des Kreuzers aus einer Aluminiumlegierung gefertigt waren, deren Magnesiumanteil sich in der Hitze selbst entzündete, schmolzen diese bis auf das stählerne Deck komplett ein. Auf der Belknap verloren sieben Seeleute ihr Leben, auf dem Träger einer. Zu den Löscharbeiten stieß auch der Charles-F.-Adams-Klasse-Zerstörer Claude V. Ricketts. Dieser Brand führte in der Navy zu dem Entschluss, Schiffe, trotz des Gewichts, wieder komplett aus brandfestem Stahl zu konstruieren. Die Belknap wurde nach dem Unfall außer Dienst gestellt, bis 1978 wurde über die weitere Vorgehensweise nachgedacht. Möglichkeiten waren unter anderem die Integration des Aegis-Kampfsystems. Jedoch reichten die zur Verfügung stehenden Mittel dafür nicht aus, und so wurde das Schiff bis 1980 in der Philadelphia Naval Shipyard wieder aufgebaut und kehrte in die Flotte zurück. Wenige Jahre später wurde das Schiff umgebaut, so dass es als Flaggschiff dienen konnte. Dazu wurde unter anderen vor den vorderen Aufbauten ein weiteres Deckshaus hinzugefügt. Um 1990 war das Schiff dann Flaggschiff der 6. Flotte.
Während seines Einsatzes im Mittelmeer war das Schiff 1989 beim Gipfeltreffen mit der Sowjetunion vor Malta eingesetzt. Um einschneidende Änderungen der Beziehungen zwischen den Vereinigten Staaten und der Sowjetunion zu besprechen, vereinbarten US-Präsident George Bush und der Generalsekretär der KPdSU Michail Gorbatschow ein Treffen, bei dem die Gesprächsrunden wechselseitig auf Schiffen der Nationen abgehalten werden sollten. Die USA entsandten die Belknap, die Sowjetunion den Lenkwaffenkreuzer  Slawa. Die Schiffe legten nicht am Kai an, sondern lagen auf Reede. Als ein Sturm ausbrach, weigerte sich Gorbatschow auf Anraten seiner Berater, in einem kleinen Motorboot zur Slawa zu fahren, so dass das Treffen auf dem Passagierschiff Maxim Gorkiy stattfand, das im Hafen angelegt hatte. Um die Moral der Besatzung dennoch zu heben, verbreiteten die sowjetischen Streitkräfte unter ihren Soldaten das Gerücht, dass der US-amerikanische Präsident seekrank sei.
1995 wurde die Belknap aus dem Dienst zurückgezogen und drei Jahre später als Zielschiff versenkt.